# Bogdan Gajda
Bogdan Gajda est un boxeur polonais né le 26 août 1953 à Sokolniki Stare devenu champion d'Europe amateur en 1977.

## Carrière
Il s'entraîne à Górnik Pszów puis à Legia Varsovie. Sacré 9 fois champion de Pologne, entre 1974 et 1984, il ne remporte qu'un succès international, celui de champion d'Europe en 1977. Il participe aux jeux olympiques d'été de 1976 et de 1980. En 1974 puis en 1978 Gajda prend part aux championnats du monde.
En 1978 Bogdan Gajda gagne le tournoi Feliks Stamm.

## Palmarès

### Championnats d'Europe de boxe anglaise
- Médaillé d'or en poids super-légers à Halle en 1977

### Championnats de Pologne de boxe anglaise
- Médaillé d'or en poids légers en 1974 et 1976
- Médaillé d'or en poids super-légers en 1977, 1978, 1980, 1981, 1982, 1983 et 1984
- Médaillé d'argent en poids légers en 1975
- Médaillé d'argent en poids super-légers en 1988
- Médaillé de bronze en poids super-légers en 1987